# Праздничный амазон
Праздничный амазон (лат. Amazona festiva) — птица семейства попугаевых.

## Внешний вид
Длина тела 34 см, хвоста 12 см. Окраска оперения тёмно-зелёная. В верхней части тела имеется тёмное окаймление. Нижняя часть спины, крестец, гузка, уздечка и лоб красные. По лбу до глаз проходит красная полоса, от глаз до горла узкие синие полосы. Брови, подбородок и крылышко синие, на висках есть белые пятна. Клюв красноватый, восковица черноватая.

## Распространение
Населяют Эквадор, Перу, Колумбию, Венесуэлу, Гайану, Бразилию.

## Образ жизни
Обитает во влажных тропических сельвах вдоль рек, на затопляемых территориях бассейна Амазонки и Ориноко.
Детали гнездования и кормового поведения неизвестны.

## Содержание
Весьма способный к подражанию речи попугай, довольно быстро становится ручным.

## Классификация
Вид включает в себя 2 подвида.
- Amazona festiva bodini (Finsch, 1873)
- Amazona festiva festiva (Linnaeus, 1758)